# キレン・ストレート装甲トラクター

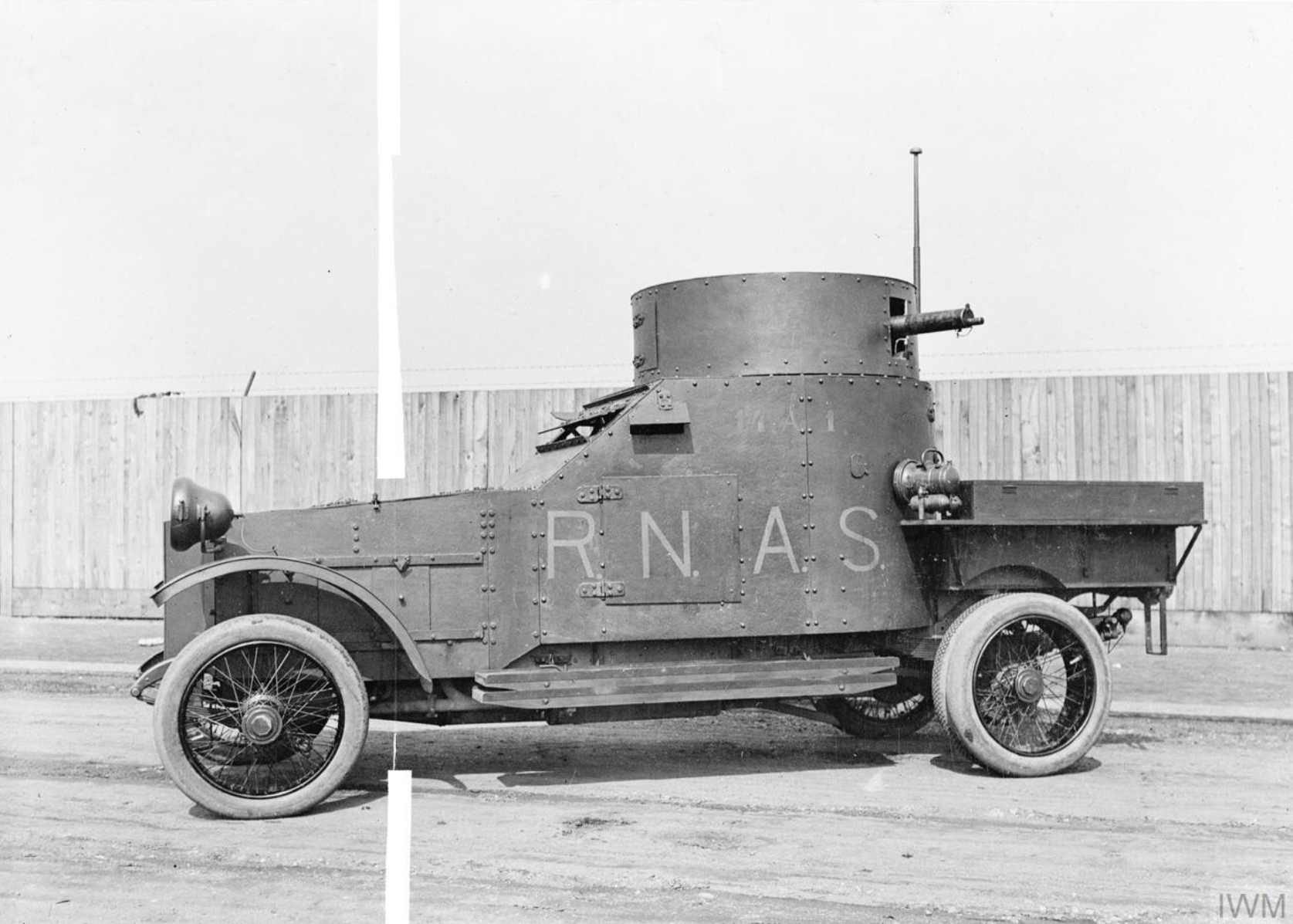
ドロネー・ベルヴィル装甲車

キレン・ストレート装甲トラクターは、1915年にアメリカ合衆国とイギリスによって製造された、装軌式実験車両である。この車両は、アメリカのキレン・ストレート社が製造した三条式トラクターに、ドロネー・ベルヴィル装甲車の装甲ボディを架装したものである。
この車両は、最初の装軌装甲車と呼ばれることもある。

## 概要
1915年2月、ウィンストン・チャーチル海軍卿の指示により、西部戦線で使用する装甲戦闘車両を開発するために陸上軍艦委員会=が結成された。
委員会の技術顧問に任命されたR・E・B・クロンプトンは、「車輪と装軌の機械の代替設計」を任された。しかし、当時のイギリスには、入手可能な装軌車両が、ホルトなどの輸入トラクターか、ペドレール社が国内製造したトラクターしかなく、信頼できる装軌式走行装置がなかったため、士官が米国に派遣され、適切な装軌車両が発見された。
2月から4月にかけて、イギリス海軍本部はアメリカのキレン・ストレート製造会社（旧名キレン・ワルシュ製造会社）のロンドン代理店から連絡を受けた。ウィスコンシン州アップルトンに本拠を置く同社は、海軍本部に「同社のウィリアム・ストレートとともに軽量チェーントラクターがイギリスに到着し、デモンストレーションを行うことを望んでいる」と助言した。この情報はクロンプトンに転送され、内覧会が手配された。
4月27日、ウィリアム・ストレートとトラクターはテストのためにクレマン・タルボット工場に到着した。クロンプトンはこの車両の設計とエンジニアリングに感銘を受け、800ポンドで購入した。
6月30日、陸上軍艦委員会は、作業の進捗状況を示すために、工場に隣接するレクリエーショングラウンド（ウェンブリーパークとも）でデモンストレーションを行った。キレン・ストレートトラクターは、利用可能な数少ない車両の内の1つであった。チャーチル、軍需大臣のデビッド・ロイド・ジョージ、グロブナー卿、軍需品供給局長のフレデリック・ブラック卿、アイヴァー・フィリップス少将、ジョージ・ケネス・スコット・モンクリフ少将、ヘンリー・ホールデン大佐、軍需省の塹壕戦部長ルイス・ジャクソンらがデモに参加した。
公開試験で有刺鉄線切断実験が行われた。車両は優れた機動性を示し、トーマス・ジェラルド・ヘザリントンの操縦によって、ダミーの砲弾の穴と鉄道の枕木の小さな山を横切って、張力の張られた有刺鉄線に突っ込んだ。実験の結果、鉄条網の切断はうまくいったが、この形状では、有刺鉄線を突破し、塹壕を超えることはできなかった。
- [1] - 装甲ボディを架装前のキレン・ストレートトラクター。内部構造がよくわかる。撮影時期場所不明。以下同。
- [2]
- [3]
- [4]

しばらくして、ケネス・シムズ中尉はドロネー・ベルヴィル（Delaunay-Belleville）装甲車の砲塔を除いた装甲ボディを車両に架装し、最初の装軌装甲車を製作した。この車両はRNAS装甲車部門に加わることが想定されていたが、部隊の解散が差し迫っていたため実現しなかった。
- [5] - 旋回砲塔を装備した想像図

この車両は1915年9月にRNASバロー飛行船基地に移され、牽引トラクターとして使用された。この車両は全地形戦の要件を満たすことができず、広い塹壕を越えることができなかったため、計画自体も放棄された。
車両は三輪自動車の装軌版ともいえるもので、走行装置は3つの履帯（三条式）で構成されていた。前部の1つの履帯が操舵に使用され、後部の2つの履帯が推進力を提供した。前部履帯の真上には、前部履帯の向きと連動する、操向のための魚型の方向指示板が設置されていた。後部履帯の後ろ側が上向きに傾いており、後退時に障害物を乗り越えることができた。この斬新なデザインは、後のマーク I 戦車の菱形の履帯に影響を与えたと提唱されているが、この主張には賛否両論がある。
この三条式という一見奇妙な構成は、当時のトラクターでは、前部に車輪を持つことが珍しくなく、それを装軌に置き換えた物であった。
- [6] - （参考）ホルト社製トラクター。前部に車輪がある。